# Naturschutzgebiet Dahlsberg

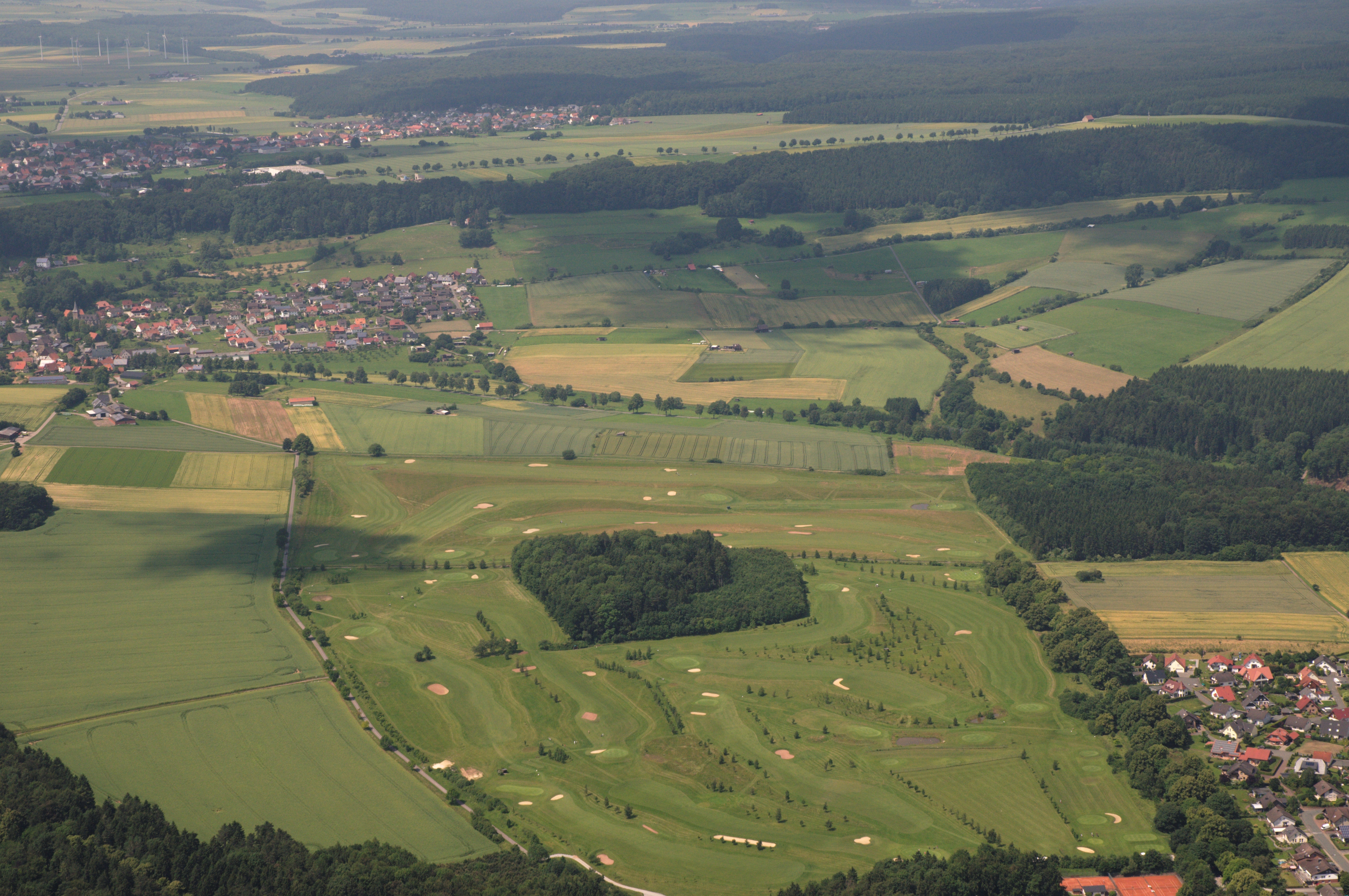
Naturschutzgebiet Dahlsberg mit Umgebung (s. Markierung im Bildbetrachtungsprogramm)

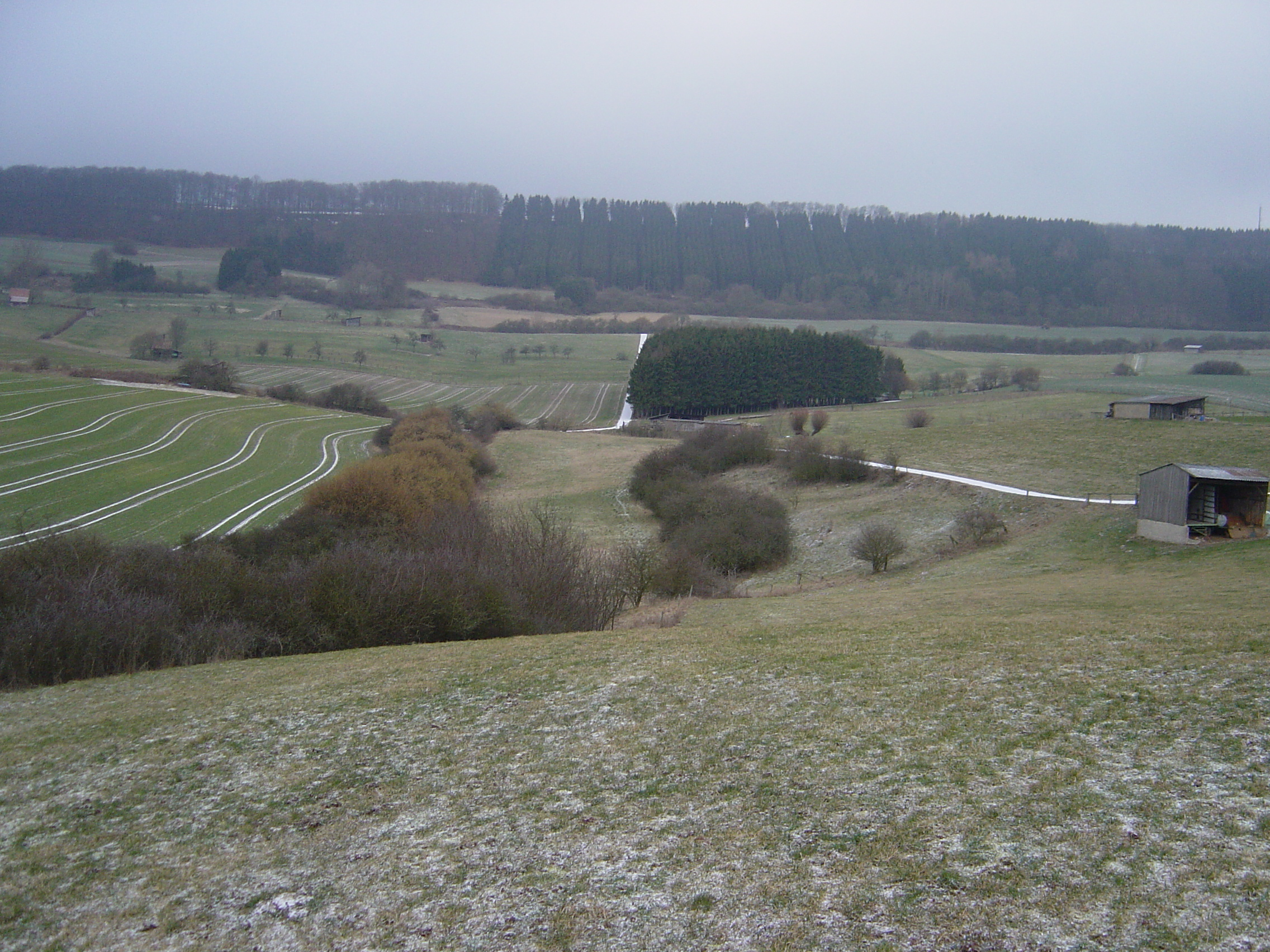
Nordbereich vom Naturschutzgebiet Dahlsberg

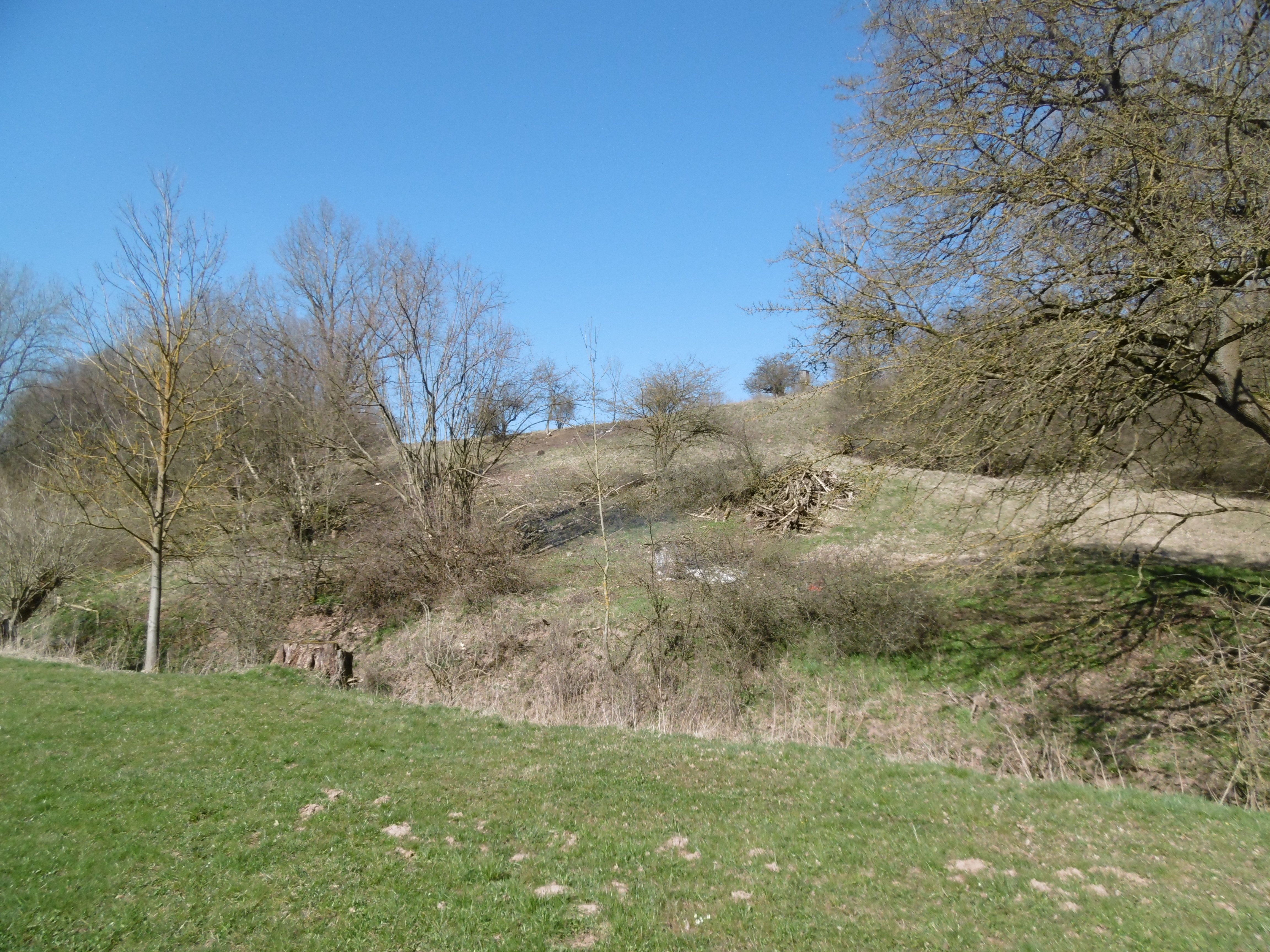
Südwestecke vom Schutzgebiet

Das Naturschutzgebiet Dahlsberg mit einer Größe von 4,83 ha liegt östlich von Oesdorf im Stadtgebiet von Marsberg im Hochsauerlandkreis. Es wurde 2008 mit dem Landschaftsplan Marsberg als Naturschutzgebiet (NSG) ausgewiesen. 

## Beschreibung
Das NSG umfasst Grünlandbereiche in einem Nord-Süd ausgerichteten Trockental mit vor allem in randlichen Bereichen mit Gebüsch. An der Ostseite befindet sich eine steile, nach Westen einfallende Böschung. Teilbereiche des Grünlands sind Kalkmagerrasen. Stellenweise tritt Kalkgestein zu Tage. Das strukturreiche Grünland ist für viele Tierarten ein wichtiger Brut- und Rückzugsraum. Im Norden sowie Westen und Osten grenzen Äcker an das NSG. Im Süden grenzt die Aue des Dahlbaches an. 

## Pflanzenarten im NSG
Das Landesamt für Natur, Umwelt und Verbraucherschutz Nordrhein-Westfalen dokumentierte im Schutzgebiet Pflanzenarten wie Acker-Witwenblume, Breitblättriger Thymian, Echte Schlüsselblume, Echtes Labkraut, Färber-Ginster, Gelbes Sonnenröschen, Gemeiner Odermennig, Großer Wiesenknopf, Kleiner Wiesenknopf, Kleines Habichtskraut, Mittlerer Wegerich, Nickendes Leimkraut, Purgier-Lein, Skabiosen-Flockenblume, Wiesen-Labkraut und Zottiger Klappertopf.

## Wert
Die Datenbank vom Landesamt für Natur, Umwelt und Verbraucherschutz Nordrhein-Westfalen schreibt zum NSG: „Wertbestimmend sind die Kalkmagerrasen mit ihrer gut ausgeprägten, gefährdeten Pflanzengesellschaft.“ und „Das abwechslungsreiche Relief sowie die strukturierenden Hecken ergeben zusammen mit dem Magerstandort einen hoch repräsentativen und besonders wertvollen Biotopkomplex im Sinne der Schutzzielkonzeption für den Naturraum.“

## Naturschutzmaßnahmen
Es wurde 3,94 ha Fläche des NSG durch die Nordrhein-Westfalen-Stiftung Naturschutz, Heimat- und Kulturpflege (NRW-Stiftung) angekauft. Der Verein für Natur- und Vogelschutz im Hochsauerlandkreis (VNV) betreut die Fläche im Auftrag der NRW-Stiftung. Ein Schäfer beweidet die Fläche. Seit den 1990er Jahren finden zudem Pflegearbeiten des VNV und der Biologische Station Hochsauerlandkreis im NSG statt. Insbesondere wurden Schwarzdorn-Büsche und Stockausschläge mit Motorsäge und Freischneider entfernt.